# Клочко Діана Георгіївна
Діа́на Георгіївна Клочко́ (нар. 31 березня 1963, с. Козин, Радивилівський район, Рівненська область) — мистецтвознавиця, кураторка виставок, редакторка, перекладачка. Член Української секції Міжнародної асоціації арткритиків АІСА під егідою ЮНЕСКО. Лавреатка премії імені Юрія Шевельова (2019).

## Життєпис
Народилася 31 березня 1963 року в селі Козин, Радивилівський район, Рівненська область, її батько — директор школи, а мати — медсестра.
1982 року Діана закінчила Абрамцевське художньо-промислове училище в Росії за спеціальністю «кераміка», після чого працювала три роки в Петрозаводську в Карелії. 1983 року народила першого сина, а 1986-го — переїхала до Києва.
Закінчила навчання на факультеті історії та теорії мистецтв у Київському художньому інституті в 1990 році. Після цього Діана закінчила аспірантуру Національної академії мистецтв 1997 року. Працювала журналістом у газетах «День» (1998—2002), «Книжник-review» (2002—2005) та часописі МФВ «Відкритий світ» (2000—2004). Вела книжкові проєкти у видавництвах «Дух і Літера», «Дуліби» та Meridian Czernowitz. З 2006 до 2010 рік була головним редактором київського видавництва «Грані-Т».
Працює в службі стратегічного розвитку Києво-Могилянської академії. Читає відкриті лекції зі світового мистецтва. Володіє чеською й польською мовами. Є членкинею Української секції Міжнародної асоціації арткритиків АІСА під егідою ЮНЕСКО.
У 2011—2014 роках Діана співпрацювала з відділом кіносеріального виробництва каналу «Україна». Разом із Ігорем Померанцевим співзаснувала премію Metaphora для перекладачів поезії та есеїстики.
2019 року випустила книгу «65 українських шедеврів. Визнані й неявні» про історію українського мистецтва від VII століття і до останнього року перед здобуттям Незалежності, видавництво — ArtHuss. Отримала за неї премію імені Юрія Шевельова.

## Публікації
- «Битий шлях, або Україна, якою ми її любимо» (альбом-путівник, «Дуліби», 2005)[10]
- «65 українських шедеврів. Визнані й неявні» (ArtHuss, 2019)

## Нагороди
- Почесне звання «Заслужений працівник культури України»[3]
- Почесні грамоти Державного комітету телебачення та радіомовлення України (2008, 2009)[3]
- Премія імені Юрія Шевельова (2019)[4]